# East Dean, Hampshire
East Dean är en ort och civil parish i Storbritannien.   Den ligger i grevskapet Hampshire och riksdelen England, i den södra delen av landet, 120 km sydväst om huvudstaden London. East Dean ligger 38 meter över havet och antalet invånare är 1 613.
Terrängen runt East Dean är platt. Runt East Dean är det ganska tätbefolkat, med 222 invånare per kvadratkilometer. Närmaste större samhälle är Eastleigh, 19,8 km öster om East Dean. Omgivningarna runt East Dean är en mosaik av jordbruksmark och naturlig växtlighet.